# بونوفتسي
بونوفتسي (بالبلغارية: Бойновци)‏ قرية تقع إدارياً ضمن مقاطعة غابروفو في بلغاريا. ويبلغ عدد سكانها 14 نسمة حسب تعداد 15 مارس 2015. تعتمد بونوفتسي للبريد على الرمز البريدي 5307.